# Gran Premi d'Espanya de Fórmula 1
|  | Aquest article tracta sobre Fórmula 1. Si cerqueu informació sobre motociclisme, vegeu «Gran Premi d'Espanya de motociclisme». |

El Gran Premi d'Espanya és una carrera vàlida pel campionat de Fórmula 1 i actualment es disputa al Circuit de Montmeló, prop de Barcelona.

## Història
El primer Gran Premi a Espanya es va disputar ja l'any 1913 sobre un circuit de carretera de 300 km prop de Madrid, a la carretera que anava cap Valladolid, sota el nom oficial del Gran Premi del RACE, organitzador de la prova.
Ja el 1951, el Gran Premi d'Espanya va entrar al calendari de la Fórmula 1, disputant-se al Circuit de Pedralbes. L'any 1955, a conseqüència d'un terrible accident a Le Mans, es va incloure noves regles per la seguretat dels espectadors, amb el que el Gran Premi d'Espanya va sortir del calendari pels anys següents.
A partir de l'any 1960 Espanya va tornar a les competicions internacionals amb la construcció del circuit del Jarama, prop de Madrid i l'actualització d'un circuit urbà a Montjuïc, a Barcelona. Des del 1968, el Gran Premi d'Espanya torna al calendari de la Fórmula 1 alternant els circuits de Jarama i de Monjuïc.
El Gran Premi d'Espanya de 1975 va estar marcat per la tragèdia. Durant les pràctiques va haver-hi incidents que van fer dubtar sobre la seguretat del circuit de Montjuïc. Emerson Fittipaldi, dos cops guanyador de la competició es va retirar com a senyal de protesta després de la primera volta de la cursa. A la volta 26, el cotxe de Rolf Stommelen va xocar i va matar a quatre espectadors. La carrera fou donada per acabada i es va donar com a guanyador a Jochen Mass, obtenint la meitat dels punts. Fou la fi del circuit de Montjuïc.
El Gran Premi d'Espanya es va seguir corrent al Jarama fins al 1981.
Pocs anys després, a la Temporada 1986 de Fórmula 1 es va inaugurar el circuit de Xerès, on tingué lloc una gran cursa entre Ayrton Senna i Nigel Mansell, amb un final de fotografia. Els jutges van declarar guanyador a Senna amb 14 mil·lèsimes de segon d'avantatge sobre Mansell.
A partir del 1991 el Gran Premi d'Espanya va canviar la seu al Circuit de Catalunya. El circuit de Xerès ha acollit des de llavors dos cops el Gran Premi d'Europa.

## Guanyadors del Gran Premi d'Espanya
Les curses que no formen part de la Fórmula 1 estan marcades amb un fons de color.
| Any  | Pilot               | Equip                      | Circuit    | Resultats |
| ---- | ------------------- | -------------------------- | ---------- | --------- |
| 2024 | Max Verstappen      | Red Bull Racing-Honda RBPT | Catalunya  | Resultats |
| 2023 | Max Verstappen      | Red Bull Racing-Honda RBPT | Catalunya  | Resultats |
| 2022 | Max Verstappen      | Red Bull Racing-RBPT       | Catalunya  | Resultats |
| 2021 | Lewis Hamilton      | Mercedes                   | Catalunya  | Resultats |
| 2020 | Lewis Hamilton      | Mercedes                   | Catalunya  | Resultats |
| 2019 | Lewis Hamilton      | Mercedes                   | Catalunya  | Resultats |
| 2018 | Lewis Hamilton      | Mercedes                   | Catalunya  | Resultats |
| 2017 | Lewis Hamilton      | Mercedes                   | Catalunya  | Resultats |
| 2016 | Max Verstappen      | Red Bull - Renault         | Catalunya  | Resultats |
| 2015 | Nico Rosberg        | Mercedes                   | Catalunya  | Resultats |
| 2014 | Lewis Hamilton      | Mercedes                   | Catalunya  | Resultats |
| 2013 | Fernando Alonso     | Ferrari                    | Catalunya  | Resultats |
| 2012 | Pastor Maldonado    | Williams - Renault         | Catalunya  | Resultats |
| 2011 | Sebastian Vettel    | Red Bull - Renault         | Catalunya  | Resultats |
| 2010 | Mark Webber         | Red Bull - Renault         | Catalunya  | Resultats |
| 2009 | Jenson Button       | Brawn GP                   | Catalunya  | Resultats |
| 2008 | Kimi Räikkönen      | Ferrari                    | Catalunya  | Resultats |
| 2007 | Felipe Massa        | Ferrari                    | Catalunya  | Resultats |
| 2006 | Fernando Alonso     | Renault                    | Catalunya  | Resultats |
| 2005 | Kimi Räikkönen      | McLaren - Mercedes         | Catalunya  | Resultats |
| 2004 | Michael Schumacher  | Ferrari                    | Catalunya  | Resultats |
| 2003 | Michael Schumacher  | Ferrari                    | Catalunya  | Resultats |
| 2002 | Michael Schumacher  | Ferrari                    | Catalunya  | Resultats |
| 2001 | Michael Schumacher  | Ferrari                    | Catalunya  | Resultats |
| 2000 | Mika Häkkinen       | McLaren - Mercedes         | Catalunya  | Resultats |
| 1999 | Mika Häkkinen       | McLaren - Mercedes         | Catalunya  | Resultats |
| 1998 | Mika Häkkinen       | McLaren - Mercedes         | Catalunya  | Resultats |
| 1997 | Jacques Villeneuve  | Williams - Renault         | Catalunya  | Resultats |
| 1996 | Michael Schumacher  | Ferrari                    | Catalunya  | Resultats |
| 1995 | Michael Schumacher  | Benetton - Renault         | Catalunya  | Resultats |
| 1994 | Damon Hill          | Williams - Renault         | Catalunya  | Resultats |
| 1993 | Alain Prost         | Williams - Renault         | Catalunya  | Resultats |
| 1992 | Nigel Mansell       | Williams - Renault         | Catalunya  | Resultats |
| 1991 | Nigel Mansell       | Williams - Renault         | Catalunya  | Resultats |
| 1990 | Alain Prost         | Ferrari                    | Xerès      | Resultats |
| 1989 | Ayrton Senna        | McLaren - Honda            | Xerès      | Resultats |
| 1988 | Alain Prost         | McLaren - Honda            | Xerès      | Resultats |
| 1987 | Nigel Mansell       | Williams - Honda           | Xerès      | Resultats |
| 1986 | Ayrton Senna        | Lotus - Renault            | Xerès      | Resultats |
| 1981 | Gilles Villeneuve   | Ferrari                    | Jarama     | Resultats |
| 1980 | Alan Jones          | Williams - Cosworth        | Jarama     | Resultats |
| 1979 | Patrick Depailler   | Ligier - Cosworth          | Jarama     | Resultats |
| 1978 | Mario Andretti      | Lotus - Cosworth           | Jarama     | Resultats |
| 1977 | Mario Andretti      | Lotus - Cosworth           | Jarama     | Resultats |
| 1976 | James Hunt          | McLaren - Cosworth         | Jarama     | Resultats |
| 1975 | Jochen Mass         | McLaren - Cosworth         | Montjuïc   | Resultats |
| 1974 | Niki Lauda          | Ferrari                    | Jarama     | Resultats |
| 1973 | Emerson Fittipaldi  | Lotus - Cosworth           | Montjuïc   | Resultats |
| 1972 | Emerson Fittipaldi  | Lotus - Cosworth           | Jarama     | Resultats |
| 1971 | Jackie Stewart      | Tyrrell - Cosworth         | Montjuïc   | Resultats |
| 1970 | Jackie Stewart      | March - Cosworth           | Jarama     | Resultats |
| 1969 | Jackie Stewart      | Matra - Cosworth           | Montjuïc   | Resultats |
| 1968 | Graham Hill         | Lotus - Cosworth           | Jarama     | Resultats |
| 1967 | Jim Clark           | Lotus - Cosworth           | Jarama     | Resultats |
| 1954 | Mike Hawthorn       | Ferrari                    | Pedralbes  | Resultats |
| 1951 | Juan Manuel Fangio  | Alfa Romeo                 | Pedralbes  | Resultats |
| 1935 | Rudolf Caracciola   | Mercedes                   | Lasarte    | Resultats |
| 1934 | Luigi Fagioli       | Mercedes                   | Lasarte    | Resultats |
| 1933 | Louis Chiron        | Alfa Romeo                 | Lasarte    | Resultats |
| 1930 | Achille Varzi       | Maserati                   | Lasarte    | Resultats |
| 1929 | Louis Chiron        | Bugatti                    | Lasarte    | Resultats |
| 1928 | Louis Chiron        | Bugatti                    | Lasarte    | Resultats |
| 1927 | Robert Benoist      | Delage                     | Lasarte    | Resultats |
| 1926 | Meo Constantini     | Bugatti                    | Lasarte    | Resultats |
| 1923 | Albert Divo         | Sunbeam                    | Terramar   | Resultats |
| 1913 | Carlos de Salamanca | Rolls Royce                | Guadarrama | Resultats |